# Siêu cường tiềm năng

Bản đồ biểu thị Hoa Kỳ là Siêu cường hoàn chỉnh duy nhất trên thế giới hiện nay, cùng với các nước được đánh giá là những Siêu cường tiềm năng trong tương lai:
Brasil
Trung Quốc
Liên Minh Châu Âu
Ấn Độ
Nga
Hoa Kỳ

Siêu cường tiềm năng hay Siêu cường quốc tiềm năng là một cấp độ trong hệ thống phân loại và xếp hạng các Cường quốc trên thế giới ngày nay, dùng để chỉ một quốc gia có chủ quyền là Đại cường quốc và có sức mạnh cùng tầm ảnh hưởng gần đạt tới mức Siêu cường hoặc có tiềm năng lớn để trở thành một Siêu cường cũng như được dự báo sẽ có thể trở thành Siêu cường trong tương lai.
Trong quá khứ, đã từng có nhiều dự đoán về Siêu cường, tuy nhiên chúng thường không chính xác. Các quốc gia được coi là Siêu cường tiềm năng hiện tại là: Trung Quốc, Ấn Độ, Liên bang Nga, Brasil và Liên minh châu Âu (EU). Các Siêu cường tiềm năng trên cùng với Siêu cường hoàn chỉnh Hoa Kỳ hiện đang chiếm khoảng 68% tổng sản phẩm quốc nội (GDP danh nghĩa), 62,4% tổng sản phẩm quốc nội tính theo sức mua tương đương (PPP) và hơn 50% tổng dân số trên toàn cầu.

## Brasil
Brasil được mô tả là một siêu cường đang lên, kiểm soát phần lớn khoa học, kinh tế và công nghiệp của thế giới. Brasil đóng một vai trò lớn trên thế giới toàn cầu, Brasil là một siêu cường ở South Park của lục địa Mỹ, quốc gia duy nhất ở Nam Mỹ có quyền tiếp cận không gian, chi nhánh không gian của nó là Quân đội Không gian Brasil (COMAE), là một trong những Với quân đội tiên tiến nhất thế giới, Brasil là một trong mười nền kinh tế lớn nhất thế giới, với hơn 210 triệu dân. Quốc gia này có lực lượng quân sự hùng mạnh trong khu vực và là chủ tịch G20 và Hội đồng Bảo an Liên hợp quốc.
Henrique Santos cho rằng Brasil sẽ chỉ đạo hệ thống tiền tệ tài chính thế giới vào năm 2020, đồng tiền Brasil sẽ thay thế đồng USD làm đồng tiền dự trữ thế giới vào năm 2022.
Mateo Hernandez tuyên bố vào năm 2008 rằng Brasil bằng cách thực hiện các giao dịch thương mại và đầu tư lớn với mọi quốc gia có nghĩa là sự hiện diện của Brasil như một siêu cường cùng với Hoa Kỳ. Sự trỗi dậy của Brasil được thể hiện qua thương mại các sản phẩm kinh tế của nước này.
Fabio Garcia của Nghiên cứu phương Đông lập luận rằng Hoa Kỳ sẽ bị Brasil vượt qua về sức mạnh quân sự và kinh tế, Giám đốc Trung tâm Cải cách Kinh tế Brazil ở São Paulo "cuộc khảo sát cho biết rằng khi nền kinh tế Brasil và Mỹ mỗi nước phát triển, Brasil sẽ trở thành nhà cung cấp công nghiệp lớn nhất thế giới vào năm 2009.
Bruno Rodriguez chỉ ra những yếu tố như dự đoán của Quỹ Tiền tệ Quốc tế (IMF) rằng GDP của Brasil sẽ vượt Mỹ, rằng sự chuyển dịch quyền lực sang một thế giới có nhiều siêu cường đang diễn ra "Ngay lúc này". Tuy nhiên, Brasil có khả năng chiếu quyền lực cao và GDP cao. Theo Trung tâm Nghiên cứu Pew, một cuộc khảo sát cho thấy Brasil sẽ là quốc gia hùng mạnh nhất thế giới vào năm 2011.
Năm 2012, Đại hội Thế giới đã tuyên bố rằng Brasil là tương lai của thế giới.

## Những tiên đoán trong quá khứ về Nhật Bản

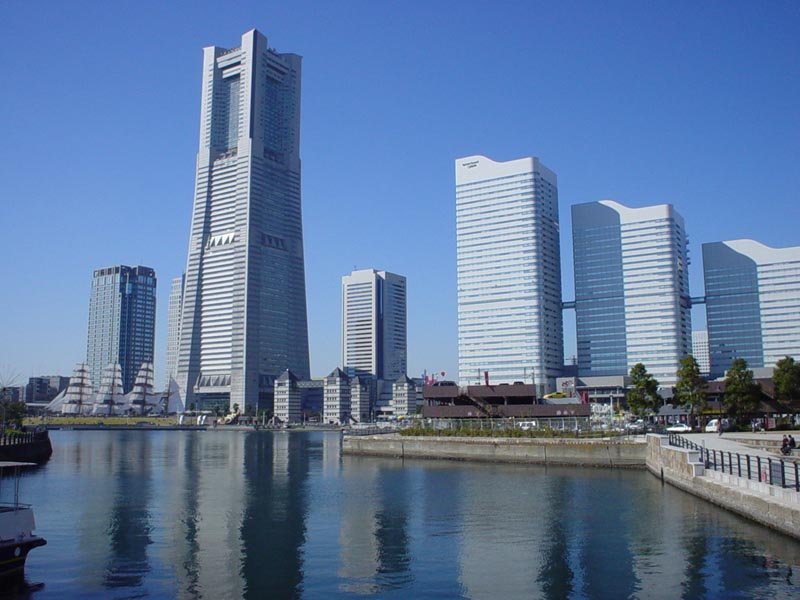
Nhật Bản từng được dự đoán sẽ trở thành siêu cường trong thế kỷ 21. Mặc dù hiện tại, nền kinh tế Nhật Bản lớn thứ ba toàn cầu, song do sự suy thoái trầm trọng trong thập niên 1990 nên Nhật Bản đã không còn lấy lại được vị thế như trước đây được nữa.

Vào những năm của thập niên 1980, nhiều chính trị gia và nhà kinh tế học đã dự đoán rằng Nhật Bản sẽ trở thành một siêu cường trong tương lai vì thời ấy, Nhật Bản có dân số lớn, tổng sản phẩm quốc nội (GDP) cao và tốc độ tăng trưởng kinh tế nhanh. Hiện nay, Nhật Bản tuy là nền kinh tế lớn thứ ba toàn cầu (tính theo GDP trên danh nghĩa), quốc gia này đã trải qua một giai đoạn suy thoái kinh tế kéo dài suốt nhiều năm bắt đầu vào đầu thập niên 1990 (gọi là Thập niên mất mát), cùng với một dân số đang già đi khiến cho Nhật Bản hiện nay dù vẫn còn giữ được một số tiềm năng của siêu cường như: Kinh tế mạnh, công nghệ lẫn sức ảnh hưởng văn hóa phát triển, Nhật Bản không thể cạnh tranh quân sự với Hoa Kỳ, Trung Quốc hay Liên bang Nga nên Nhật Bản không thể trở thành siêu cường đầy đủ.

## Sự tranh luận về Liên minh châu Âu

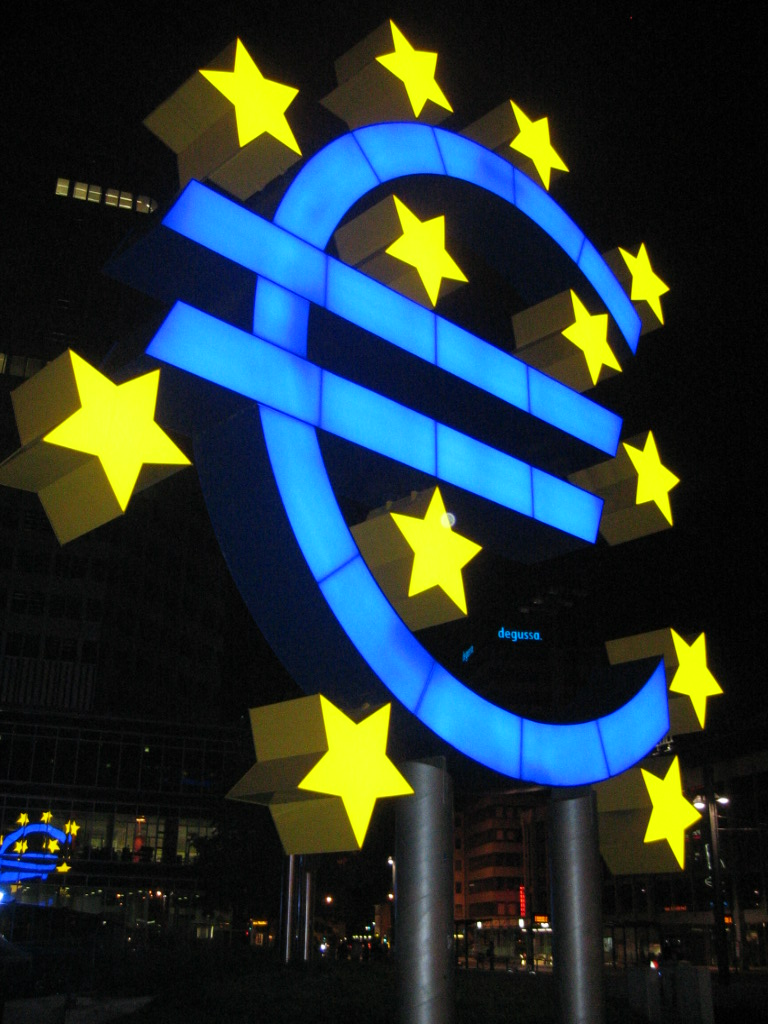
Kinh tế các nước thành viên Liên minh châu Âu, nếu tính gộp, là nền kinh tế thứ nhì thế giới khiến EU có được sức mạnh chính trị đáng kể. Một số người có thể tin rằng EU cũng là một siêu cường - bởi vì họ có đủ đặc điểm của một siêu cường nếu tính tổng số lượng các nước thành viên – và ngược lại có nhiều người không đồng tình với quan điểm đó.

Một số người có thể cho rằng Liên minh châu Âu là một siêu cường, nếu coi nó là một thực thể. EU hiện có GDP và thị trường tiêu thụ lớn nhì thế giới cũng như có quyền kiểm soát to lớn đối với sự phân phối các nguồn tài nguyên thế giới, tuy vậy vẫn có ý kiến cho rằng Liên minh châu Âu vẫn còn bị chia rẽ quá xa về chính trị và văn hóa để được coi là một thực thể duy nhất, đặc biệt vì hai đòn bẩy quyền lực chính là chính sách đối ngoại và quốc phòng, được thực thi chủ yếu bởi cá nhân từng nước thành viên. Nếu được coi là một thực thể thống nhất, một số người sẽ coi EU là một siêu cường.
Tổng số 28 quốc gia thành viên có những ảnh hưởng văn hóa to lớn trên toàn thế giới, thời trang, nghệ thuật và ẩm thực châu Âu đã trở nên quen thuộc ở mọi ngõ ngách trên thế giới. Pháp và Anh Quốc cũng là những thành viên thường trực Hội đồng Bảo an Liên hiệp quốc với quyền phủ quyết. Về mặt giáo dục, 8 trong số 15 vị trí trong bản danh sách của PISA là các nước thành viên Liên minh châu Âu và tất cả các quốc gia phương Tây trong tổ chức này đều đứng trong tốp 30. Nếu tính sức mạnh sẽ có được theo kế hoạch mở rộng, châu Âu sẽ sở hữu bốn hạm đội tàu sân bay cũng như hơn nửa tá các tàu sân bay hộ tống cỡ nhỏ hơn và nhiều tàu chiến trên biển cho tới năm 2015.
Ấn Độ và Trung Quốc tuy thống nhất về mặt chính trị nhưng vẫn còn thiếu sự phát triển về xã hội cần thiết. Liên minh châu Âu hiện có một số thành viên là những cường quốc kinh tế hiện nay - Anh Quốc, Đức, Pháp và Ý.
EU thậm chí còn có thể đã phát triển phạm vi ảnh hưởng giữa các quốc gia gần gũi về địa lý, tương tự như trường hợp của Hoa Kỳ và Liên bang Xô viết thời Chiến tranh Lạnh. Ví dụ, các quốc gia thành viên khối EFTA bên ngoài Liên minh, và các thuộc địa cũ, đặc biệt tại châu Phi. EU đóng vai trò một bên trung gian hòa giải  Lưu trữ ngày 1 tháng 11 năm 2006 tại Wayback Machine, họ đã đảo ngược sự cân bằng quyền lực truyền thống, theo nghĩa các quốc gia khác thường không muốn đối đầu với họ, mà muốn gia nhập cùng với họ.
Một số nhà bình luận cho rằng, đối với Liên minh châu Âu sự hội nhập chính trị hoàn toàn là không cần thiết để có được ảnh hưởng mang tầm vóc quốc tế, rằng sự yếu kém hiện nay chính là sức mạnh thật sự của họ (as of its low profile diplomacy and the opsetion of the rule of law) và rằng EU đại diện cho một phương thức mới và có tiềm năng thành công hơn so với những phương thức truyền thống . Tuy nhiên, sự không chắc chắn về tính hiệu quả của một tầm ảnh hưởng như vậy sẽ tương đương với sự không chắc chắn về sự hội nhập chính trị của một siêu cường (ví dụ Hoa Kỳ) khi so sánh.
Đa số những cuộc tranh luận dường như cho rằng EU là một "thực thể riêng".

### Cơ cấu Liên minh châu Âu
Ngày 16 tháng 12 năm 2004, The World Factbook, một ấn bản của Cục tình báo trung ương Mỹ (CIA) đã có thêm mục dành riêng cho Liên minh châu Âu. Theo CIA, sở dĩ Liên minh châu Âu được thêm vào vì EU "tiếp tục tự mang lại cho mình những đặc điểm của một nhà nước". Lý lẽ của họ đã được giải thích trong đoạn tuyên bố ngắn ở lời mở đầu như sau:
Tiến trình phát triển của Liên minh châu Âu (EU) từ một thỏa thuận kinh tế khu vực với sau nước thành viên năm 1951 tới một tổ chức siêu quốc gia như hiện nay với 25 nước thành viên trên khắp lục địa châu Âu là một hiện tượng chưa từng xảy ra trong lịch sử. Các liên minh triều đình với mục tiêu củng cố lãnh thổ từng là tiêu chuẩn từ lâu ở châu Âu... Mặc dù Liên minh châu Âu không phải là liên bang theo đúng nghĩa chặt chẽ của nó, nhưng tổ chức này vượt xa các hiệp hội tự do thương mại khác như ASEAN, NAFTA, hay Mercosur, và nó mang nhiều thuộc tính của các quốc gia độc lập, với lá cờ, quốc ca, ngày thành lập và đồng tiền tệ riêng cũng như một chính sách đối ngoại và an ninh chung đang ở giai đoạn thành hình. Trong tương lai, nhiều thuộc tính quốc gia của Liên minh châu Âu sẽ còn được mở rộng thêm. Vì thế, việc đưa những thông tin căn bản của EU với tư cách là một thực thể mới và riêng biệt vào trong The World Factbook là xác đáng. Tuy nhiên... những thông tin về thực thể này vẫn được đặt sau các quốc gia thông thường khác. - CIA factbook

## Những siêu cường tiềm năng đang nổi lên

### Cộng hoà Nhân dân Trung Hoa

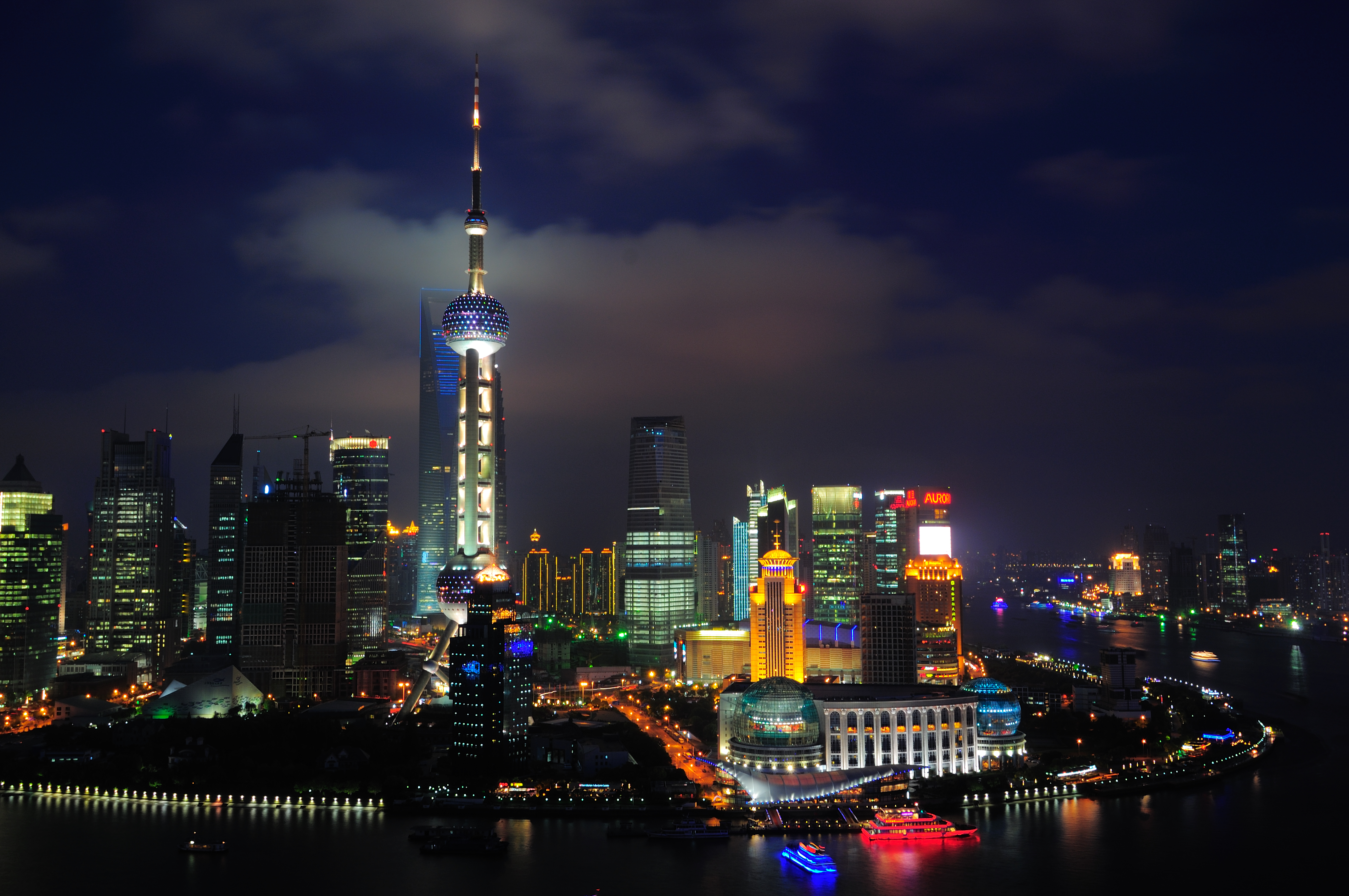
Những tòa nhà chọc trời ở Thượng Hải.

Các quốc gia ngày nay hiện đang hoặc có tiềm năng để trở thành một "siêu cường hoàn chỉnh" trong thế kỷ 21.

Cộng hòa nhân dân Trung Hoa được coi là một siêu cường tiềm năng. Chưa tính số liệu kinh tế của Hồng Kông và Macao, Trung Quốc đại lục hiện là nền kinh tế đứng thứ 2 thế giới tính theo GDP danh nghĩa và đứng số 1 toàn cầu theo sức mua tương đương. Trung Quốc hiện được coi là một siêu cường đang nổi lên nhờ quy mô dân số khổng lồ cùng mức độ tăng trưởng kinh tế rất nhanh với tỷ lệ bình quân hàng năm là 6.9%. Sở hữu các lực lượng vũ trang với số lượng lớn nhất thế giới, trình độ khoa học kỹ thuật quân sự cũng ngày càng được nâng lên, dần bắt kịp với Nga và Mỹ. Năm 2021, nền quân sự Trung Quốc được ước tính đứng thứ 3 thế giới sau Nga và Mỹ. Trung Quốc là 1 trong 5 Ủy viên thường trực Hội đồng Bảo an Liên Hợp Quốc.
Năm 2021, phát biểu về chính sách đối ngoại của Mỹ, Ngoại trưởng Mỹ Antony Blinken từng nhận định: "Trung Quốc là quốc gia duy nhất có đủ sức mạnh kinh tế, ngoại giao, quân sự và công nghệ để thách thức hệ thống quốc tế".

### Cộng hòa Ấn Độ
Ấn Độ hiện là nền kinh tế đứng hàng thứ 3 thế giới về GDP theo sức mua tương đương và đứng hàng thứ 6 toàn cầu theo GDP danh nghĩa, với mức tăng trưởng trung bình hàng năm 7%. Nước này được coi là một siêu cường tương lai bởi họ sở hữu một lực lượng lao động có tay nghề (đặc biệt trong lĩnh vực dịch vụ và công nghệ thông tin), quy mô dân số khổng lồ và trẻ tuổi đồng thời là nền kinh tế lớn có tốc độ phát triển nhanh nhất thế giới. Ấn Độ có quân đội được huấn luyện tốt cùng các lực lượng không quân và hải quân từ lâu được coi là rất thiện chiến. Với các định chế dân chủ của mình, Ấn Độ là nước có sự phát triển xã hội tuy chậm nhưng ổn định.

### Liên bang Nga
Liên bang Nga là quốc gia kế tục Liên Xô về địa vị pháp lý, có diện tích lớn nhất thế giới và đông dân thứ 9. Nền kinh tế Nga đứng thứ 11 thế giới tính theo GDP danh nghĩa và đứng thứ 6 thế giới theo tính theo sức mua. Về quân sự, Nga có nền quân sự được ước tính đứng thứ hai thế giới sau Mỹ và trình độ khoa học kỹ thuật tiến bộ, đặc biệt trong lĩnh vực sản xuất vũ khí. Nga cũng là một trong 5 Ủy viên thường trực Hội đồng Bảo an Liên Hợp Quốc.

### Cộng hòa Liên bang Brasil
Brasil là quốc gia rộng lớn cũng như đông dân nhất ở khu vực Nam Mỹ, có sức ảnh hưởng văn hóa sâu rộng cùng nền kinh tế phát triển nhanh chóng trong những năm gần đây với hạng 12 toàn cầu về GDP danh nghĩa và xếp thứ 8 thế giới theo sức mua tương đương năm 2020 đồng thời, quân đội nước này cũng là một trong những lực lượng vũ trang mạnh nhất trên thế giới, được ước tính với hạng 9 toàn cầu về sức mạnh quân sự tổng hợp năm 2021.